# Алперт, Герб
Герб Алперт (англ. Herb Alpert), полное имя Герберт Алперт (англ. Herbert Alpert; род. 31 марта 1935) — американский трубач, композитор и бизнесмен.
Отец Алперта, портной Луис Альперт (1897—?), эмигрировал в США из города Радомышль Киевской губернии в 1910 году; мать, Тилли Гольдберг (1905—1994), происходила из Румынии. Герб Алперт за свою продолжительную карьеру записал четырнадцать платиновых и пятнадцать золотых альбомов, неоднократно возглавлял чарты журнала «Биллборд», выиграл восемь премий «Грэмми».
Музыкальная карьера Алперта началась во второй половине 1950-х, когда он писал шлягеры для эстрадных исполнителей (в том числе такие значительные, как «Wonderful World» Сэма Кука). Вскоре он увлёкся медными духовыми инструментами и создал оркестр The Tijuana Brass, все музыканты которого играли на таковых. Вместе они записали несколько очень успешных дисков инструментальной музыки направления лаунж — например, «Whipped Cream & Other Delights» и «Going Places» (оба — 1965).
В 1968 написанная Бёртом Бакарахом композиция «This Guy’s in Love with You», в которой Алперт не только играл на трубе, но и пел, вышла на первое место в Billboard Hot 100. Вдохновлённый этим успехом, Алперт распускает Tijuana Brass и начинает сольную карьеру, кульминацией которой стал бестселлер «Rise» (1979), много лет спустя просемплированный рэпером Notorious B.I.G. в выпущенном посмертно суперхите «Hypnotize» (1997).
Свободное от музыки время Герб Алперт посвящает своему хобби — абстрактной живописи и скульптуре. Он также является основателем и совладельцем студии звукозаписи A&M Records, который открыл немало суперзвёзд американской поп-музыки — от дуэта The Carpenters до Джанет Джексон.